# Irina Egorova
Irina Egorova (n. 8 aprilie 1940, Ivanovo, RSFS Rusă, URSS) este o sportivă ce a reprezentat Uniunea Republicilor Sovietice Socialiste, medaliată olimpică. A participat la 2 ediții ale Jocurilor Olimpice (1964, 1968) în care a câștigat două medalii de argint.